# 繁栄党
繁栄党（はんえいとう、アムハラ語: ብልፅግና ፓርቲ、オロモ語: Paartii Badhaadhiinaa〈PB〉、ソマリ語: Xisbiga Barwaaqo）とは、2019年12月1日にアビィ・アハメド首相により結成された、エチオピア人民革命民主戦線（EPRDF）の後継政党である。この政党はアビィ政権の進める中央集権化改革の一環として、これまで連立政権を構成していた諸民族政党を合併する形で結成された。

## 構成
2019年12月、旧EPDRFを構成していたアムハラ民族民主運動(ANDM)、オロモ人民民主機構(ODP)、南エチオピア人民民主運動(SEPDM)の3政党は合併し、繁栄党が結成された。その後、この党はエチオピア国立選挙管理委員会（NEBE）によって正式に承認された。さらにこの合併には、アファル民族民主党（ANDP）、ベニシャングル人民民主統一戦線（BGPDUF）、ソマリ人民民主党（ESPDP）、ガンベラ人民民主運動（GPDM）、ハラール民族同盟（HNL）も参加した。一方で旧EPRDFを27年間指導したティグレ人民解放戦線(TPLF)は、この合併に参加しなかった。その後TPLFは連邦政府との対立を深め、2020年11月にティグレ紛争を引き起こした。

### 党章
この党の党章は、青、黄、ピンクの3色の人間を、2つの黒い手が支える図案となっている。

## 政策
アビィ首相はこの合併について、
「この合併は、全員が共通の目標を持って行動するという目標を達成するための重要な一歩だ。繁栄党の目標とは、民族の多様性を守り、皆が国家の発展に貢献するという、連邦国家のあるべき姿をもたらすことにある。」複数の民族政党の合併により結成されたことから、この党はシビック・ナショナリズムを採用していると考えられる。エチオピアはそれまでの民族主義、民族連邦主義を放棄し、「エチオピア民族」という単一のアイデンティティに基づく連邦国家の建設を目指すようになった。一方でこの合併について、TPLFをはじめとする反対派は、これを諸民族の政治的権利を奪う弾圧行為だとして批判している。

## 組織
繁栄党には民族ごとの下部組織が存在する。アムハラ、オロモ、ソマリ、シダマの4民族に加え、ティグレ人組織も存在している。ティグレ人組織の指導者はNebiyou Shulmichael であり、ここにはAbraham BelayとMulu Negaなどの政治家が所属している。他の少数民族組織にも、繁栄党の下部組織は存在している。
繁栄党のティグレ人組織は、ティグレ人民解放戦線と対立状態にある。ティグレ紛争において、この組織はアビィ政権を支援しているが、ティグレ人の支持はほとんど得られていない。2021年3月、オロモ、アムハラの両組織は、ティグレ紛争の原因を作ったとして互いを非難しあった。

## 選挙結果

### 人民代表院
| 選挙 | 党首             | 議席      | 議席 |
| 選挙 | 党首             | 議席数    | +/-  |
| ---- | ---------------- | --------- | ---- |
| 2021 | アビィ・アハメド | 410 / 483 | 410  |

## 批判
繁栄党は、反知性主義を広めるだけでなく、アビィ・アハメド首相兼党首の個人崇拝を勧めていると非難されることが多い。上記のようなアハメドの政策・崇拝は「繁栄党の福音」といわれる（「繁栄の福音」から）。また党員たちは、定期的に起こる内戦など現在のエチオピア情勢の背後にある現実とは無関係に、誤った声明を広めているとして非難されている。